# Shamsun Nahar Begum
Shamsun Nahar Begum (em bengali:  শামছুন নাহার বেগম) é uma política da Liga Awami de Bangladesh, advogada e ex- membro do Parlamento num assento reservado.

## Infância e educação
Begum nasceu numa família muçulmana bengali na aldeia de Ujanigaon, em Sunamganj. Ela completou a sua educação até à universidade, tornando-se Bacharel em Artes e Bacharel em Direito.

## Carreira
Depois de concluir a sua educação, Begum tornou-se uma advogada qualificada. Ela participou nas eleições gerais de Bangladesh em 2014 como candidata da Liga Awami e conquistou com sucesso um assento reservado no 10.º Jatiya Sangsad.